# الولد بيلي
الولد بيلي (بالإنجليزية: Billy the Kid) أو هنري مكارتي (23 نوفمبر 1859 - 14 يوليو 1881) الشهير باسم الولد بيلي كما عرف أيضاً باسم هنري انتريم وويليام هاريسون بوني.
كان بيلي أمريكياً مسلحاً خارجاً عن القانون شارك في حرب القطيع في مقاطعة لينكون، هذا وقد اشتهر بقتله 21 رجل أي بمعدل رجل واحد لكل سنة من حياته. كان طوله ما يعادل متر ونصف، له عينان زرقاوان وخدود ناعمة كما كانت أسنانه بارزة. وصف بأنه رجل لطيف ووسيم في بعض الأوقات، لكنه وصف أيضا بأنه عصبي المزاج وعنيد مما جعله رجلاً خطيراً ماكراً إضافة إلى كونه يجيد استخدام السلاح، كثيراً ما عرف عنه ارتدائه للقبعة المكسيكية ذات الشريط الأخضر. لم يكن بيلي معروفاً عندما كان على قيد الحياة، ولكن بعد سنة من مماته جعل منه مدير الشرطة بات غاريت - والذي كان قد قتله بنفسه - جعل منه أسطورة عندما ألف عنه كتاباً مثيراً للدهشة سمّاه الحياة الأصيلة للولد بيلي ومنها أصبح الولد بيلي رمزاً عند الغرب الأمريكي.

## السيرة الذاتية

### بداية حياته
عرف القليل عن نسب الولد بيلي حيث يعتقد أنه ولد في شارع الين من الجانب الشرقي لجزيرة مانهاتن في نيويورك. والداه كانا من الأصول البروتستانتية الأيرلندية ولم يبت في معرفة monkey sees you الآن كما لم يعرف أيضاً اسم عائلة الولد بيلي، ولكن اختلف البعض في اسم الوالدين حيث ذكر أن اسم الأم كاثرين مكارتي بوني واسم الأب ويليام بوني أو باتريك هنري مكارتي ولكن هذه الأسماء لم يؤكدها المؤرخون حتى الآن، كما يعتقد أن والده قتل في نهاية الحرب الأهلية الأمريكية.
أيضا ذكر بعض المختصين في علم الأنساب أن الولد بيلي كان اسمه ويليام هنري بوني عند الولادة، وهو ابن ويليام هاريسون بوني وكاثرين بوجين.
في سنة 1868 تقابلت والدته مع ويليام انتريم والذي مع مرور الأيام والتنقل معه إلى مقاطعات كثيرة مع كل من هنري وأخيه غير الشقيق جوزيف، قرّرا الاستقرار والزواج في سيلفر سيتي (نيومكسيكو). وفي عام 1873 وجد ويليام انتريم لنفسه عملاً كساقٍ في حانة ونجار، ولكن مع مرور الوقت كانت اهتماماته تميل إلى التنقيب عن الذهب أكثر من اهتمامه بزوجته والأولاد. (بالرغم من ذلك، ذكرت بعض المراجع ان الولد بيلي كان يدعو نفسه هنري انتريم نسبة إلى ويليام انتريم الذي تزوج والدته).
مع ازدياد فقر الزوج، قررت الأم أن تستأجر مسكنا مناسبا لها ولأبنائها، وكانت بالنسبة لمؤجريها وجيرانها السيدة الآيرلندية المرحة والمليئة بالحياة، ولكنها أصيبت لاحقا بمرض السل وماتت في 16 سبتمبر 1874، مما اضطر هنري الصغير والذي كان في وقتها يبلغ الرابعة عشرة من عمره إلى العمل في فندق، والغريب في الأمر أن مدير الفندق كان يتباهى بأن هنري هو الولد الوحيد الذي عمل لديه ولم يحاول سرقته، كما كان معلموه في المدرسة يمدحونه أيضا ويقولون أنه يحب المساعدة والمساهمة.
وفي 23 سبتمبر 1875، اعتقل لإخفائه بعض الملابس المسروقة من رجل في مغسلة صينية، وزُجَّ به في السجن بعد يومين ولكنه تمكّن من الهرب عن طريق المدخنة، فأصبح منذ ذلك اليوم وحتى مماته هاربا.
تمكن بعدها من الحصول على وظيفة مساعد وراعي متجول في مزرعة في أريزونا، وفي عام 1877 عمل كسائق مدني في مركز فورت غرانت العسكري، وكانت وظيفته تحميل الخشب من منطقة التجميع إلى منطقة النشارة، ولكن زميله الحداد المدني فرانك كاهيل الملقب بالعاصفة استمتع بالتعرض لهنري طوال الوقت. وفي يوم 17 أغسطس تهجم فرانك العاصفة على هنري بعد مشاداة كلامية بينهما وألقاه على الأرض، مما اضطر هنري لينتقم بسحب سلاحه وإطلاق النار على فرانك في الحال مما تسبب في قتله في اليوم التالي. مرة أخرى زُجّ بهنري في سجن معسكر غاردهاوس بانتظار مدير الشرطة المحلي ولكنه تمكن ثانية من الهروب قبل وصوله.
ظهر هنري ثانية في وادي بيكوس (نيو مكسيكو) عندما وصل بيت السيدة هيسكل جونز، حيث أنه كان قد طورد من قبل بعض رجال الأباتشي (الهنود الحمر) الذين استطاعوا أن يسرقوا حصانه، مما اضطره للمشي لأميال عديدة قبل أن يصل منزل عائلة جونز الذين اعتنوا به جيدا حتى استعاد عافيته، وأعطوه حصاناً آخر ليركبه.

### حرب القطيعفي مقاطعة لينكون
في خريف عام 1877، انتقل هنري - والذي كان قد بدأ يسمي نفسه بوني - إلى مقاطعة لينكون (نيو مكسيكو) حيث عمل هناك كحارس قطيع في مزرعة يملكها التاجر والمصرفي الإنجليزي جون تنستول وشريكه المحامي أليكساندر ماكسوين.
حدث صراع عرف لاحقا بحرب القطيع في مقاطعة لينكون بين التجار وأصحاب مزارع القطعان، وتطور الصراع حتى أصبح دمويا عندما أُصيب جون تنستول بعيار ناري في تاريخ 18 فبراير 1878 أثناء رعيه لقطيع أبقار، مما أثار حفيظة هنري والمزارعين الآخرين. وبعدها شكّل المزارعون تنظيما سمّوه «المنظمون» بقيادة المزارع ريتشارد ديك بريور وتوجهوا لقتل شخصين تسببا في مقتل تنستول، وقد استطاعوا القبض على بيل مورتن وفرانك بيكر في يوم 6 مارس وقتلهما في يوم 9 مارس قرب منطقة أغوا نيغرا، وفي عودتهم قتلوا أيضا شخصاً يُدعى ماكلوسكي وهو من نفس تنظيمهم ولكنهم شكوا بخيانته.
في يوم 1 أبريل تربص كل من المنظمين جيم فرنش، فرانك ماكناب، جون ميديلتون، فريد ويت، هنري براون وهنري مكارتي بمدير الشرطة ويليام برادي واستطاعوا قتله هو ونائبه. هذا وقد جرح مكارتي عندما كان يحاول استعادة مسدس له كان قد أخذه منه مدير الشرطة سابقا.
في يوم 4 أبريل، استطاع «المنظمون» أن يتربصوا ويقتلوا صياد جواميس يدعى بكشوت روبرتس شكوا في تورطه بمقتل زميلهم تنستول. في هذه المعركة والتي حدثت بالقرب من مكان يسمى طاحونة بليزر استطاع بكشوت وقبل أن يموت أن يقتل قائد «المنظمون» ويصيب اثنين آخرين. أصبح بعدها مكارتي قائدا لتنظيم «المنظمون» حيث أمر جماعته بالاختباء في المزرعة التي كان يعمل بها من قبل، وبقوا فيها لعدة شهور قبل أن يحاصرهم جماعة مدير الشرطة المقتول في تاريخ 15 يوليو 1878.
بعد حصار دام خمسة أيام، أشعل جماعة مدير الشرطة النار في المزرعة وقتلوا الشريك الثاني لها السيد ماكسوين (الشريك الأول هو تنستول الذي بدأت الحرب من أجله) واستطاع مكارتي الفرار مع جماعته بعد أن قتل شخصاً يدعى بوب بيكويذ وقيل أن مكارتي كان قد قتل أكثر من رجل في تلك الواقعة، وبمقتل السيد ماكسوين أنتهت حرب القطيع في مقاطعة لينكون.

### (ليو واليس) والعفو
في خريف عام 1878، أصبح الجنرال السابق في جيش الاتحاد السيد ليو واليس حاكما إقليميا لنيو مكسيكو، وليعيد الهدوء والسلام لمقاطعة لينكون أعلن العفو عن كل الذين شاركوا في حرب القطيع لمن لم يكونوا بعد متهمين. في هذا الوقت كان مكارتي موجوداً في تكساس بعد فراره من الحريق ولم يشمله العفو حيث انه كان من المتهمين ولكن واليس وصلت إليه الإشاعات التي روّجت عن إمكانية أن يسلم مكارتي نفسه ويبلّغ عن المقاتلين الآخرين إذا شمله العفو. في مارس 1879 تقابل كل من مكارتي وواليس في مقاطعة لينكون ليتباحثا في إمكانية العفو، وبعد عدة أيام وافق مكارتي على الإبلاغ والشهادة مقابل العفو.
كان الاتفاق ينص على ا5ن يوقف مكارتي رمزيا لأيام قليلة في السجن حتى تنتهي محاكمته. ومع أن شهادته لاحقا أفادت المحكمة كثيرا، إلا أن القاضي رفض الإفراج عن مكارتي كما كان متفقاً عليه، وبناء عليه أرسل إلى السجن عام 1879 ولكنه استطاع التخلص من أصفاده والهرب مرة أخرى.
استطاع مكارتي ولمدة عام ونصف أن يعيش على القمار والقتل. وفي يناير 1880 وخلال إحدى المشاجرات، قتل رجلا يدعى جو غرانت في حانة فورت سمنر . بدأت القصة عندما قال غرانت أنه سوف يقتل الولد بيلي إذا شاهده، ولم يعلم أن من يلعب البوكر معه هو الولد بيلي بنفسه، فطلب مكارتي أن يرى مسدس غرانت المغطى بالعاج ولما كان بحوزته وضعه بحيث أن يضرب ديك المسدس المكان الفارغ في الطاحونة وأرجعه اليه (في ذلك الوقت، ولعدم وجود صمامات أمان في المسدسات، كانت العادة أن تملئ طواحين المسدسات بخمس طلقات فقط وتترك خانة واحدة فارغة)، ولما أخذ غرانت مسدسه أبلغه مكارتي بأنه الولد بيلي بنفسه، فسحب مسدسه وضغط على الزناد ولكن شيئا لم يحدث ولم يمهله مكارتي كثيرا فأرداه قتيلا. سُئل مكارتي لاحقا عن هذه القصة (الموثقة جدا) فأجاب أنها لعبة بين شخصين وكان هو الفائز.

### مدير الشرطة باتريك غاريت

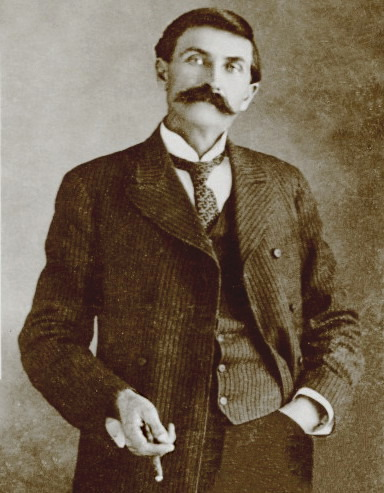
مدير الشرطة باتريك غاريت الذي قتل الولد بيلي وألف عنه كتاب

في نوفمبر 1880، أخذ شخص يدعى باتريك غاريت الوعد على نفسه بملاحقة الأوغاد في منطقته، لذا تم انتخابه ليصبح مدير شرطة مقاطعة لينكون، وفي ديسمبر من نفس السنة عَيّن لنفسه مساعدين ووضع مذكرة اعتقال بحق الولد بيلي (منذ ذلك الحين أصبح لقب الولد بيلي هو السائد حتى مماته)، ووضع 500 دولار أمريكي مكافأة لمن يأسر أو يقتل الولد بيلي).
استطاع باتريك ورجاله الاقتراب كثيرا من الولد بيلي ورفاقه في كثير من الاوقات. في 19 ديسمبر 1880 كان الولد بيلي محظوظا جدا عندما استطاع الهرب من كمين كان قد نُصب له بواسطة رجال باتريك ولكنهم استطاعوا قتل رفيقه توم أو فوليارد. وفي 23 ديسمبر 1880 استطاع باتريك ورجاله مرة أخرى أن يتعقبوا الولد بيلي حيث كان نائما هو ورفاقه في منزل في مكان يدعى ستينكينغ سبرينغز، وقد حاصر باتريك المكان وانتظر شروق الشمس، ولكن ظهر في الصباح فجأة راعي اسمه تشارلي باورد وكان معه حصانه، ولكنه قُتل ظنا من رجال باتريك انه الولد بيلي، وقتل الحصان أيضا وسقط أمام المدخل الوحيد مما أعاق الحركة. وبسبب ذلك اضطر الولد بيلي ورجاله للاستسلام لفقدانهم الأمل في الهروب، وبعد ذلك حضر رجال باتريك طعام الإفطار للجميع.

### الهروب من سجن لينكون
وضع الولد بيلي في سجن بلدة ميسيلا بانتظار محاكمته في أبريل 1881 وكان معظم وقته في السجن مشغولا بالتحدث للصحفيين وإرسال الرسائل إلى الحاكم واليس طالبا الرحمة ولكن الحاكم رفض التدخل في المحاكمة.
في يوم 13 أبريل أُدين الولد بيلي بقتل مدير الشرطة برادي في حرب القطيع وحكم عليه بالموت شنقا في المحاكمة التي استغرقت يوماً واحداً فقط، وكان الحكم قد حدد له يوم 13 مايو للتنفيذ، وبذلك أرسل الولد بيلي إلى سجن مقاطعة لينكون بحراسة اثنين من رجال باتريك بانتظار يوم التنفيذ، ولكن البلدة انفجعت في صباح يوم 28 أبريل عندما علمت أن الولد بيلي قتل حراسه وهرب.
تفاصيل الهروب هذه المرة غير معروفة بالضبط ولكن المؤرخين لديهم قصتان، (الأولى) أن أحد أصدقاء الولد بيلي وضع مسدسا في المرحاض حيث كان مسموحا للولد بيلي أن يذهب برفقة الحراس، وعندما خرج ومعه سلاحه قتل الاثنين ثم فر . (الثانية) أن الولد بيلي استطاع أن يتخلص من أصفاده وضرب بها أحد الحراس على رأسه، ثم أخذ سلاح الحارس نفسه وأطلق عليه النار واختبأ في العلية، وعندما خرج الحارس المجروح طلبا لمساعدة الحارس الثاني الذي كان في الخارج برفقة بعض السجناء، قدم مهرولا لمساعدة صديقه ولكنه تفاجئ عندما أشهر الولد بيلي السلاح في وجهه قائلا «مرحبا بوب» وأطلق عليه النار ثم أخذ حصانا وهرب (لا يُعرف إذا كان قد استعار الحصان أم سرقه) ولكن الحصان رجع بعد يومين.

### نهاية المطاف

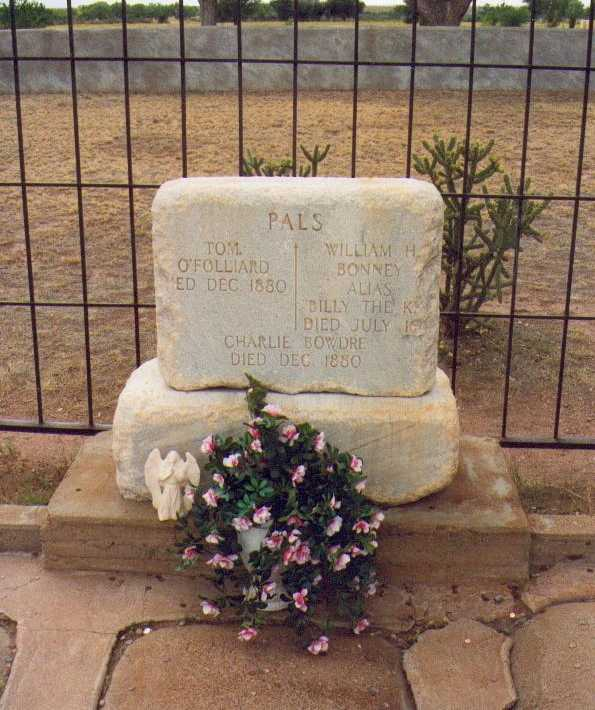
قبر الولد بيلي في نيومكسيكو

استجابة للشائعات بأن الولد بيلي شوهد حول فورت سمنر بعد ثلاثة شهور من هروبه، ذهب ياتريك غاريت في تاريخ 14 يوليو 1881 في منتصف الليل إلى المنطقة مع اثنين من مساعديه ليستجوب أحد أصدقاء الولد بيلي والذي يدعى بيت ماكسويل. وما أن بدأ الاستجواب في الحجرة المعتمة قليلا، حتى دخل فجأة الولد بيلي بنفسه، وفي هذا السياق ذكر المؤرخون قصتين مختلفتين لما حدث فيما بعد:-
- (الأولى): دخل الولد بيلي إلى الغرفة، ولم يتمكن من معرفة باتريك غاريت في العتمة، ولكنه اشتبه في الصوت فرجع قليلا إلى الوراء وسحب مسدسه وأخذ ينادي بالإسبانية «من أنت من أنت»، ولكن باتريك كان أسرع منه فسحب مسدسه وأطلق رصاصتين أصابت الأولى منهما منطقة ما فوق القلب بقليل فأردته قتيلا على الفور.
- (الثانية): دخل الولد بيلي حاملا بيده سكين ومتوجها إلى المطبخ فلاحظ وجود شخص ما في العتمة، وعندما نادى «من هناك» أطلق عليه الرصاص بطريقة غدر. (هذه القصة أيدت كثيرا من قبل المؤرخين)

ومع أن هناك نظرية مختلفة جدا تفيد بأن باتريك غاريت ورجاله نصبوا كمينا للولد بيلي إلا أن قناة ديسكفري جاءت مؤخرا بنظرية جديدة وذلك في برنامجها «الولد بيلي مكشوف الهوية» مفادها أن باتريك غاريت دخل إلى غرفة بوليتا أخت  بيت ماكسويل صاحب البيت وقيدها في سريرها واختبئ ورائه وعندما دخل الولد بيلي إلى الغرفة أطلق باتريك النار عليه وأرداه قتيلا (النظرية تفيد أيضا بأن الولد بيلي وبوليتا كانا قد أحبا بعض وقررا الزواج).
هنري مكارتي المعروف باسم هنري انتريم المعروف باسم ويليام بوني والمعروف باسم الولد بيلي تم دفنه في اليوم التالي في فورت سمنر في المدافن العسكرية بجانب صديقيه توم أو فوليارد وتشارلي باودر، وقد تم وضع شاهد قبر واحد للثلاثة منحوت عليه أسمائهم وكلمة «أصحاب». تم سرقة شاهد القبر ثلاث مرات منذ أن وضع في عام 1940، وحاليا القبر بالكامل محاط بالسياج حيث أنه مزار سياحي.

## السمعة السيئة (حقيقة أم مجرد سمعة)
مع ان كثيراً من رجال تلك الحقبة استخدموا الأسلحة بغير تحفظ في الغرب الأمريكي، إلا أن سمعة مكارتي في استخدام السلاح بالطرق الغير مشروعة هولت واعطيت أكثر من الحقيقة في الاقتتال الذي تورط به.
بالرغم من انه اشتهر بقتله 21 رجلا في حياته، لم يعرف عنه الا قتله 9 منهم فقط:-
- خمسة منهم ماتوا أثناء الاقتتال مع تنظيم «المنظمون» الذي كان هو عضوا فيه، لذلك لا يعرف بالتأكيد إذا كانو قد ماتوا بطلقاته أو طلقات اصحابه.
- قتل اثنين دفاعا عن النفس
- قتل حارسيه عندما هرب من سجن مقاطعة لينكون.

## أعسر ام أيمن
طوال فترة القرن العشرين عرف عن الولد بيلي أنه شخص أعسر، وهذا الاعتقاد جاء من خلال الصورة الوحيدة غير المؤرخة للولد بيلي (الموجودة في هذه المقالة). حيث أن الصورة تظهره وهو يمسك بيده اليمنى ببندقية وينشيستر طراز عام 1873، وحافظة مسدس في الجهة اليسرى من خصره حيث عادة يوضع المسدس، وهذه بلا شك وضعية شخص أعسر، واكد هذه النظرية فيلم عن سيرة حياة الولد بيلي تم إنتاجه في عام 1958 سمي «مسدس الأعسر» من بطولة بول نيومن.
ولكن في أواخر القرن، أثبت أن الصورة الوحيدة ما هي إلّا مجرد صورة عكسية، بدليل أن موضع تخزين الذخيرة في بندقية وينشيستر من هذا الطراز يوجد في الناحية اليسرى من البندقية وليس اليمنى كما هو واضح في الصورة بعد التحليل والتكبير من قبل المختصين. وهذا ما لم يجعل مجالاً للشك في أن البندقية كانت في يده اليسرى وحافظة المسدس في جهة خصره اليمنى. (لتسهيل الأمر على القارئ، تخيل أنك تمسك بقلم في يدك اليمنى وورقة في اليد اليسرى ونظرت إلى المرآة فإنك سترى العكس).
مع أنه أثبت بما لا يدع مجالاً للشك أن الولد بيلي رجل أيمن وليس أعسر، إلا أن فكرة أنه رجل أعسر ما زالت مفضلة للجميع، وهذا يعود إلى أن المتابعين للموضوع اختلط عليهم الأمر بين أعسر وأيمن، ومعرفة الجميع أن الولد بيلي كان بارعا في استخدام المسدسات.

## المطالبون باللقب

### براشي بيل
في عام 1950، قابل المحامي ويليام موريسون رجلاً من غرب تكساس يدعى اولي روبرتس ولقبه براشي بيل والذي قال انه الولد بيلي الحقيقي، وليس صحيحا ما ذكر بأنه قتل على يد مدير الشرطة باتريك في عام 1881. لكن معظم المؤرخين رفضوا هذا الادعاء لأسباب عدة من أبرزها ان الولد بيلي كان يتحدث الإسبانية بطلاقة وكان يقرأ ويكتب على عكس براشي بيل الذي لم يكن يقرأ ولا يكتب ولا يعرف الأسبانية البتة.
وبالرغم من تأكيد المؤرخين والتناقضات في تاريخ الولادة والشكل، إلا أن بلدة هيكو في تكساس (بلدة براشي بيل) ايدت ادعاء براشي واقامت له متحفا سمي متحف الولد بيلي

### جون ميلر
طالبت عائلة رجل آخر يدعى جون ميلر في سنة 1938 بلقب الولد بيلي... والمدعو جون ميلر مدفون حاليا في مدافن الرواد في بريسكوت (أريزونا)، وقد تم أخذ عينة من بقايا عظامه في مايو 2005 بواسطة مدير شرطة مقاطعة لينكون ورئيس بلدية كابيتان إلى مختبر في دالاس (تكساس) ليتم مقارنتها مع عينة دم اخذت من مقعد كان قد وضع عليه جثمان الولد بيلي بعد مقتله. النتيجة لم يعلن عنها رسميا حتى الآن.

## ثقافة عامة
كانت قصة الولد بيلي مادة اعلامية مؤثرة تناولتها وسائل الاعلام المختلفة وجميع الفنون كما يلي:-

### كتب
- كتاب شعر للكاتب الكندي (السيريلانكي الاصل) مايكل اونداتي صدر عام 1970 اسماه أعمال الولد بيلي المجموعة
- رواية للكاتب الأمريكي من اصل هنود حمر سكوت موماداي صدرت عام 1989 اسماها الولد القديم
- رواية للكاتب تشارلز نيدار صدرت عام 1956اسماها الموت الاصيل لهندري جونز
- رواية الكاتب بيل بروكس صدرت عام 2001 اسماها حديقة الحجر
- رواية للكاتب الأمريكي لورين ايستلمان صدرت عام 1998 اسماها رحلة الميت
- رواية للكاتب الأمريكي لاري ماكمارتري صدرت عام 1988 اسماها اي شيء من اجل بيلي
- كتاب لمدير شرطة مقاطعة لينكون باتريك غاريت صدرت بعد قتله الولد بيلي اسماه الحياة الاصيلة للولد بيلي
- اشعار مسلسلة للشاعر الأمريكي جاك سبايسر صدرت عام 1958 اسماها الولد بيلي
- قصيدة نثرية للشاعر الكندي باري فيليب نيكول صدرت عام 1970 واسماها القصة الحقيقية والحتمية للولد بيلي وقد فازت بجائزة الحاكم لنفس السنة
- كتاب للكاتب جيم واين اسماه حرب في غوادالوب
- قصة قصيرة للكاتب الأرجنتيني جورج لويس بورجز اسماها القاتل الذي لا يكترث بيل هاريغان
- سلسلة رسوم للكاتب الأمريكي ايريك بوويل صدرت عام 2005 اسماها شذوذ الزمن القديم للولد بيلي
- كتاب للكاتب روبرت اتلي صدرت عام 1989 اسماه الولد بيلي، حياة قصيرة وعنيفة
- سلسلة رسوم لاكي لوك
- رواية للكاتبة الأمريكية اليزابيث فاكلر اسمتها الولد بيلي، اسطورة الشيفاتو
- كتاب للكاتب الأمريكي ثيودور تايلر اسماه الولد بيلي، رواية
- كتاب للكاتب الأمريكي مايكل واليس صدر عام 2007 اسماه الولد بيلي، الجولة اللامنتهية
- كتاب للكاتب الأمريكي ويليام حونستون اسماه اغنية النسور

### أفلام
- فيلم الولد بيلي، 1930، إخراج كينغ فيدور وتمثيل جوني ماك براون
- فيلم الولد بيلي، 1941، تمثيل روبرت تايلر
- فيلم الخارج عن القانون، 1943، إخراج هاوارد هاغس
- فيلم الولد من تكساس، 1950، تمثيل اودي ميرفي
- فيلم الشاب الاعور، 1961، إخراج مارلون براندو
- فيلم الولد بيلي ضد دراكيولا، 1966، إخراج ويليام بيودين
- فيلم السلاح الاعسر، 1958، إخراج آرثر بين وتمثيل بول نيومن
- فيلم تشيزوم، 1970، تمثيل جون وين
- فيلم بيلي القذر الصغير، 1972، إخراج ستان دراغوتي وتمثيل مايكل بولارد
- فيلم بات غاريت والولد بيلي، 1973، إخراج سام بيكينبا
- فيلم الولد بيلي، 1989، إخراج غور فيدال وتمثيل فال كيلمر
- فيلم أسلحة صغيرة، 1988، إخراج كريستوفر كين وتمثيل ايميليو ايستيفيس
- فيلم المغامرة الرائعة لبيل وتيد، 1989
- فيلم أسلحة صغيرة (الجزء الثاني) 1990، إخراج جيوف ميرفي وتمثيل ايميليو ايستيفيس
- فيلم العذاب، 1999، تمثيل دوني واهلبيرغ

### العاب
- لعبة الحاسوب «عودة الولد بيلي»، 1993، من برمجة شركة برامج الايف

### مسرحيات
- باليه الولد بيلي، 1938، المؤلف الموسيقي آرون كوبلاند
- مسرحية من كتابة وتمثيل جوزيف سانتلي، 1906، عرضت على مسرح برودواي في مانهاتن (نيويورك)

### موسيقى
ظهرت العديد من الاغاني والالبومات لمشاهير الغناء وتأليف الموسيقى التي عنيت بقصة الولد بيلي

### التلفاز والمذياع
- برنامج وثائقي عن قصة الولد بيلي انتجته مؤسسة الإذاعة العامة (PBS) في الولايات المتحدة الأمريكية
- المسلسل الاذاعي «بيلي» انتجته مؤسسة دخان السلاح للإذاعة والتلفزيون الأمريكية
- البرنامج الوثائقي «الولد بيلي مكشوف الهوية», 2003, إنتاج قناة ديسكفري، ناقش هذا البرنامج حياة وموت الولد بيلي
- مسلسل billy the kid من انتاج MGM+ من موسمين نزل في عام ٢٠٢٢ وانتهى ٢٠٢٤